# Variable aléatoire discrète
Cet article court présente un sujet plus développé dans : variable aléatoire.
En théorie des probabilités, une variable aléatoire est dite discrète lorsque l'ensemble des valeurs qu'elle peut prendre est fini ou infini dénombrable.
Ainsi, le résultat d'un lancer de dé cubique est une variable aléatoire réelle discrète car elle ne peut prendre que 6 valeurs : 1, 2, 3, 4, 5, 6. Le résultat de deux lancers de dés cubiques est une variable aléatoire discrète car elle ne peut prendre que 36 valeurs possibles : les couples (1,1), (1,2), … , (2,1), (2,2), …,  (6,5), (6,6). De même, la variable aléatoire donnant le nombre minimal de lancers nécessaires pour obtenir un premier 6 avec un dé cubique est une variable aléatoire discrète car on peut obtenir le premier  6 au premier lancer (X=1), au second (X=2), au 20e (X=20), …, au ne (X=n),… L'ensemble des valeurs possibles pour X est donc infini et dénombrable.
Plus formellement : Soient {\displaystyle (\Omega ,{\mathcal {F}},\mathbb {P} )} un espace probabilisé et {\displaystyle (E,{\mathcal {E}})} un espace mesurable. Une variable aléatoire de {\displaystyle \Omega } vers E est dite discrète s'il existe un ensemble fini ou dénombrable {\displaystyle S\subset E} tel que {\displaystyle \mathbb {P} (X\in S)=1}.